# Pałac w Tworogu
Pałac w Tworogu (niem. Schloss  Horneck) – zabytkowy pałac we wsi Tworóg,  w województwie śląskim, w powiecie tarnogórskim, w gminie Tworóg.
Pałac wybudowany w stylu Klasycystycznym w drugiej połowie XVIII w., później przebudowywany. Obecnie siedziba Urzędu Gminy Tworóg.
Obiekt jest częścią zespołu pałacowego z XVIII w., w skład którego wchodzą jeszcze:
- kaplica w parku
- park[2].

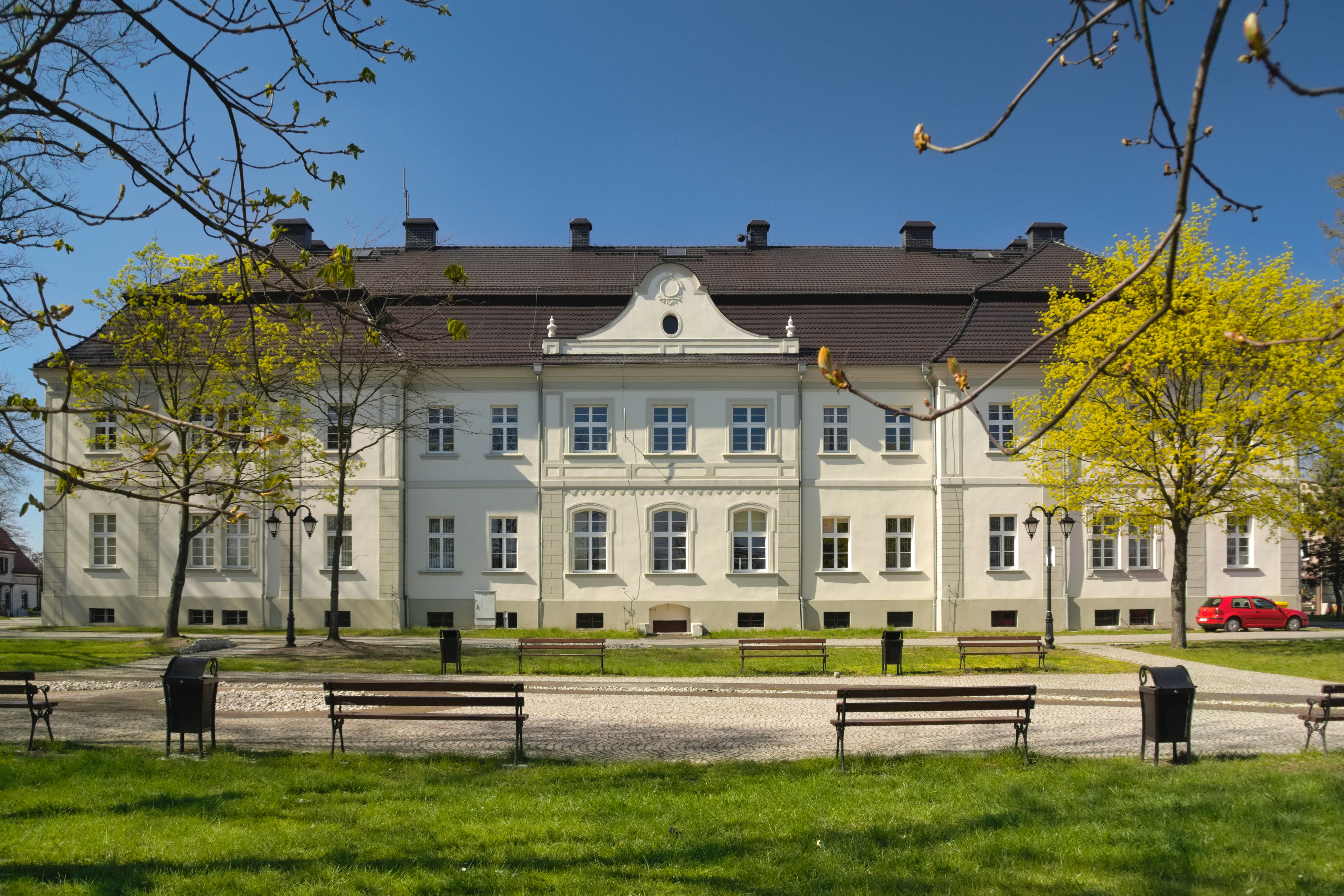
Elewacja południowo-wschodnia pałacu
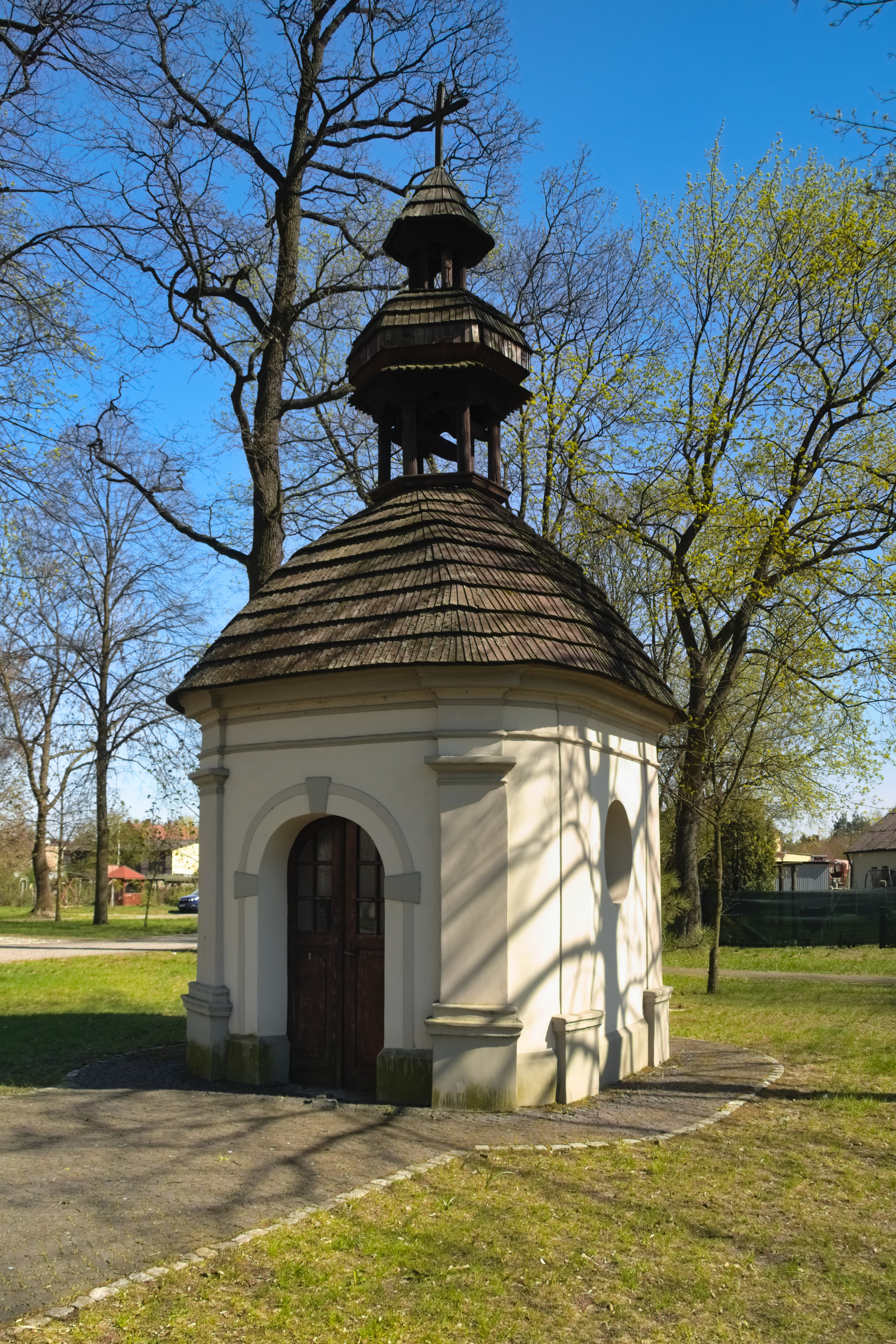
Kaplica w parku
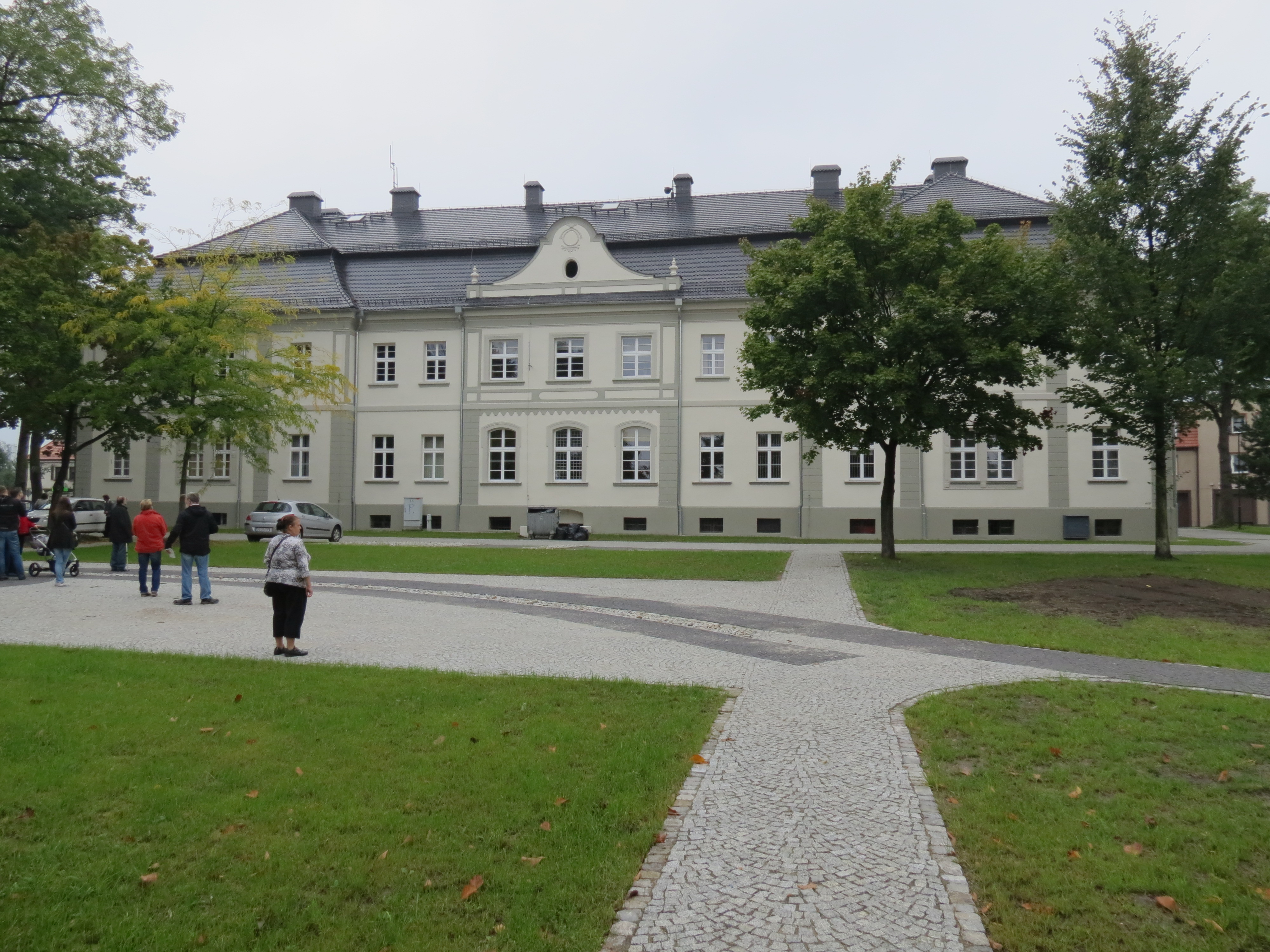
Park pałacowy
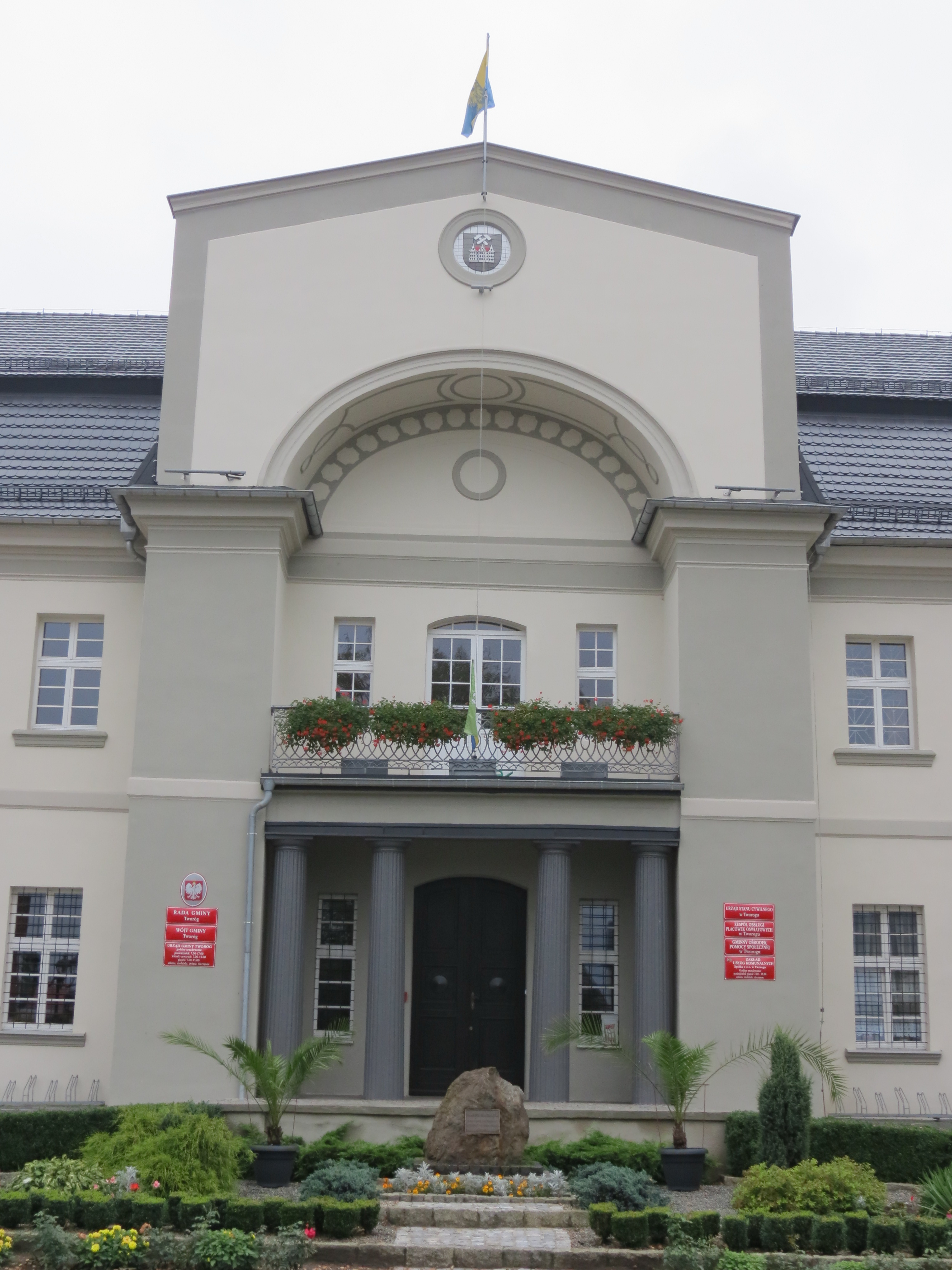
Ryzalit z herbem
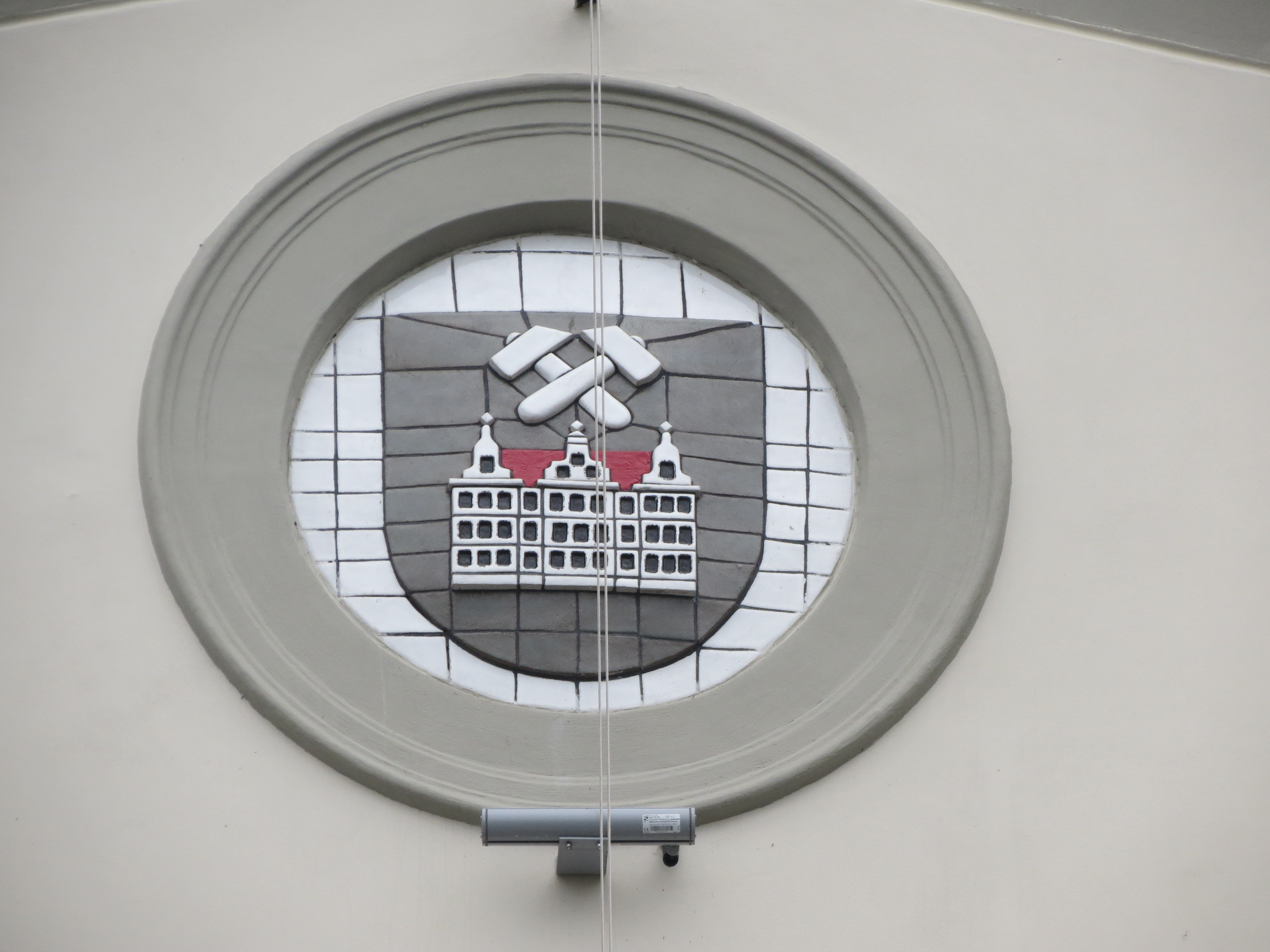
Herb gminy Tworóg